# NEVS
National Electric Vehicle Sweden AB, abgekürzt als NEVS, ist ein schwedisch-chinesischer Hersteller von Elektrofahrzeugen. Das Unternehmen wurde 2012 gegründet, um die Konkursmasse der Saab Automobile zu erwerben. Seit 2019 gehörte NEVS mehrheitlich der chinesischen Evergrande Group, seit 2020 komplett.
2014 verlor NEVS die Rechte an der Nutzung des Markennamens Saab; die Gesellschaft kündigte im Juni 2016 an, neu produzierte und entwickelte Fahrzeuge in Zukunft unter eigenem Namen zu vermarkten.
Im April 2023 stellte NEVS die Produktion ein, nachdem Versuche, neue Investoren zu finden, gescheitert waren. Im Dezember 2024 konzentrierte sich das Unternehmen auf den Verkauf der Elektrolimousine Emily GT und der autonomen Mobilitätsplattform PONS, nachdem es die Entlassung der verbliebenen 20 Mitarbeiter angekündigt und die letzten Teile des ehemaligen Saab-Werks in Trollhättan an Stenhaga Invest verkauft hatte.

## Geschichte

### Übernahme von Saab durch NEVS (2012–2013)
Das neugegründete Unternehmen National Electric Vehicle Sweden (NEVS) übernahm im Juni 2012 Anlagen und Immobilien der bisherigen Saab Automobile, ebenso die Rechte an ihren Fahrzeugen und der neuen Plattform Phoenix. NEVS wollte in Trollhättan Elektroautos entwickeln und ab 2014 auf den Markt bringen. Grundlage des ersten Fahrzeugs, welches neben der Version mit Verbrennungsmotor ab 2014 auch als Elektrofahrzeug produziert werden sollte, war der 9-3 Griffin von 2011.
Nach Abschluss der Verhandlungen mit dem Luftfahrt- und Rüstungskonzern Saab AB sollten neue Fahrzeuge den Namen Saab tragen, nicht jedoch das alte Logo mit dem Kopf eines Greifvogels, da der Eigner Scania dieses nun exklusiv nutzen wollte. Im Januar 2013 wurde ein neues Logo vorgestellt, das vom Stockholm Design Lab entworfen wurde. Es beinhaltete den traditionellen Schriftzug, der von einem Kreis eingerahmt wird.

### Wiederaufnahme der Produktion (2013–2014)
Im August 2013 gab sich NEVS zuversichtlich, im Herbst 2013 in Trollhättan die Produktion des Typs 9-3 regulär wiederaufzunehmen und bis 2014 die Weiterentwicklung zum Elektrofahrzeug zu schaffen. Am 18. September 2013 startete die Produktion der Vorserienfahrzeuge, Anfang Dezember 2013 die Serienproduktion des Saab 9-3 II Typ YTN; nach der geplanten Vorstellung des Faceliftmodells 2014 waren auch wieder Exporte geplant.

Im Mai 2014 wurde die Produktion des 9-3 Aero aufgrund von Liquiditätsproblemen gestoppt. Ein chinesischer Aktionär, welcher mit 22 % an NEVS beteiligt war, hatte seine Zusagen zur Finanzierung zurückgezogen. Somit standen keine ausreichenden finanziellen Mittel zur Fortführung der Produktion zur Verfügung.
Die Geschäfte mit Ersatzteilen wurde von NEVS Ende Jahr 2014 an die staatliche Orio AB (früher Saab Automobile Parts AB) veräußert und gleichzeitig eine Kooperation der beiden Firmen vereinbart. Orio AB produzierte im alten Saab-Werk in Trollhättan Ersatzteile und betreut die Versorgung bisheriger Modelle mit notwendigen Neuteilen.

### Umstrukturierung und Aufgabe der Marke Saab (seit 2014)
Zunächst war der Produktionsstopp des 9-3 II im Jahr 2014 nur für kurze Zeit geplant, wurde dann aber mehrmals verlängert. Ende August stellte NEVS Antrag auf Gläubigerschutz mit dem Ziel einer Umstrukturierung. Dieser wurde zunächst abgelehnt, in einem weiteren Anlauf aber doch genehmigt.
Im Rahmen des Gläubigerschutzverfahrens entzog der Rechteinhaber und frühere Saab Automobile-Eigner Saab AB NEVS die Rechte an der Nutzung des Markennamens Saab.
Am 23. März 2015 konnte NEVS den Gläubigerschutz wieder verlassen, nachdem dem Unternehmen Schulden in Höhe von umgerechnet rund 32 Millionen Euro erlassen wurden.

In der Folge unterzeichnete NEVS Kooperationsvereinbarungen mit Dongfeng Motors und dem Halbleiterproduzenten Renesas und einen Entwicklungsauftrag für die Entwicklung eines Autos mit Tübitak, der Türkischen Anstalt für wissenschaftliche und technologische Forschung. Darüber hinaus gelang es, Vorverträge zur Lieferung von über 200.000 Elektroautos an chinesische Leasingunternehmen abzuschließen. Im Zuge von Joint Ventures wurde auch der Bau eines Werks im chinesischen Tianjin geplant.
Im Juni 2016 kündigte die Gesellschaft offiziell an, den Markennamen Saab in Zukunft nicht mehr verwenden zu wollen, sondern neue Fahrzeuge unter dem Namen NEVS zu vermarkten. Zur Begründung wurde das Bestreben angegeben, zunehmend als eigene Marke in Erscheinung zu treten. Hinzu kam allerdings, dass NEVS während des Gläubigerschutzverfahrens 2014 durch die Saab AB die Markennutzungsrechte entzogen worden waren. Die Rechte wurden auch nach erfolgter Umstrukturierung des Unternehmens nicht wieder gewährt. NEVS plante, erste Elektrofahrzeuge auf Basis des Saab 9-3 ab 2018 auszuliefern. Zielmärkte waren zunächst China und Schweden.

### Investitionen aus China (2016–2018)
Im Herbst 2017 unterzeichnete der neue Geschäftsführer von NEVS, Stefan Tilk, einen Vorvertrag mit dem chinesischen Fahrdienstleister DiDi, der 500 Millionen US-Dollar in NEVS investieren sollte, um Fahrzeuge für die eigene Flotte zu entwickeln. Medienberichten zufolge ließ DiDi das Geschäft jedoch wegen eines günstigeren Angebotes von Beijing Automotive Group im Sommer 2018 platzen. Verträge mit Volinco und Panda New Energy jedoch blieben bestehen, sodass NEVS nach eigenen Angaben anstrebt, eine Produktionskapazität von 200.000 Fahrzeugen jährlich für den chinesischen Markt zu erreichen.
Im März 2018 wurde bekannt gegeben, dass die chinesische Investmentgruppe GSR Capital 500 Millionen US-Dollar in NEVS investiert, um in Trollhättan und China Batterien entwickeln und produzieren zu lassen. Bereits 2017 hatte GSR Capital die Batteriesparte von Nissan übernommen.

### Einstieg von Evergrande und Partnerschaft mit Koenigsegg (seit 2019)
Am 15. Januar 2019 gab NEVS bekannt, dass der chinesische Mischkonzern Evergrande über die Tochtergesellschaft Evergrande Health Industry Group 51 Prozent der Anteile an NEVS übernimmt. Neben den bestehenden Werken in Trollhättan und Tianjin sollte laut NEVS ein weiteres Werk in Shanghai errichtet werden.
Am 29. Januar 2019 machten NEVS und Koenigsegg bekannt, dass NEVS für die Summe von 150 Millionen US-Dollar 20 Prozent der Anteile des schwedischen Sportwagenherstellers aus Ängelholm übernimmt. Beide Unternehmen gingen darüber hinaus eine „strategische Partnerschaft“ ein. NEVS wollte weitere 150 Millionen US-Dollar in ein gemeinsames Projekt, an dem das Unternehmen 65 Prozent und Koenigsegg 35 Prozent hält investieren. Ziel der Unternehmung war es für Koenigsegg, die Produktions- und Vertriebskapazitäten sowie Zulieferketten von NEVS bzw. Evergrande in Trollhättan und China mitzunutzen, zudem sollten beide Unternehmen ihr Know-how bündeln und gemeinsame Fahrzeugplattformen entwickeln.

### Kooperation mit Sono Motors (2019–2022)
Am 17. April 2019 gab das Münchner Unternehmen Sono Motors bekannt, dass das Fahrzeug Sion ab dem 2. Halbjahr 2020 als Auftragsfertigung bei NEVS in Trollhättan produziert werden sollte.
Aufgrund von Verzögerungen bei der Finanzierung und Änderungen in den Spezifikationen des Projekts wurde der Produktionsstart auf Anfang 2023 verschoben.
Am 5. April 2022 gab Sono Motors die Unterzeichnung einer verbindlichen Vereinbarung über die Produktion des Sion bei einem anderen Auftragsfertiger bekannt.

### Neuausrichtung (2023)
Am 23. Februar 2023 kündigte die neue CEO Nina Selander radikale Sparmaßnahmen und eine Neuausrichtung des Unternehmens an, nachdem Verhandlungen zwischen Evergrande und neuen Investoren gescheitert waren. 320 der 340 Mitarbeiter am Standort Trollhättan sollten in den folgenden sechs Monaten entlassen werden. Im Mai 2023 verkaufte NEVS einen Großteil der ehemaligen Saab-Fabrik in Trollhättan an das schwedische Unternehmen Stenhaga Invest, das 80 % der Anlagen und Flächen übernahm. NEVS behielt 20 % des Eigentums, um eine mögliche zukünftige Produktion zu ermöglichen.

### EV Electra
Im Dezember 2023 wurde bekannt gegeben, dass das kanadisch-libanesische Start-up EV Electra die Rechte an dem Project Emily GT, welches von NEVS entwickelt und im Mai 2023 präsentiert wurde, erworben hat und plant das Fahrzeug in Trollhättan zu bauen. Allerdings brach NEVS im Mai 2024 die Zusammenarbeit mit EV Electra ab, da der Käufer nicht alle Vertragsbedingungen erfüllte. Zudem gab es Berichte über antisemitische Äußerungen des EV Electra-Gründers Jihad Mohammad, was die Entscheidung beeinflusst haben könnte. Diese Entwicklungen führten dazu, dass die Zukunft des Emily GT-Projekts erneut ungewiss wurde.

### Insolvenz (2024)
Im Dezember 2024 meldete NEVS Insolvenz an und kündigte die Entlassung der verbliebenen 20 Mitarbeiter an, darunter 13 Angestellte und sieben Metallarbeiter. Alle Beschäftigten erhielten eine Kündigungsfrist von sechs bis zwölf Monaten. Zudem verkaufte das Unternehmen die letzten Teile der ehemaligen Saab-Fabrik in Trollhättan an Stenhaga Invest. Die Insolvenz markierte das Ende eines jahrelangen Überlebenskampfes. Seit Februar 2023, als die chinesische Muttergesellschaft Evergrande NEVS in einen sogenannten „Ruhezustand“ versetzte, hatte das Unternehmen versucht, seine Vermögenswerte zu verkaufen. Laut CEO Nina Selander führten gebrochene Vereinbarungen und die wirtschaftliche Lage des Unternehmens zu zeitkritischen Entscheidungen, die die Liquidität weiter belasteten. Belastend für NEVS kamen noch pandemiebedingte Steuer- und Abgabennachzahlungen hinzu, die im Herbst 2024 fällig wurden.
Trotz dieser Herausforderungen betonte Selander, dass NEVS bis zum Schluss daran arbeitete, Lösungen für die Belegschaft und eine mögliche Übernahme durch andere Akteure zu finden. Sie erklärte: „Wir kämpfen bis zum Ende. Die letzte Entscheidung ist noch nicht gefallen.“ Parallel zur Insolvenz wurden Verhandlungen mit den Gewerkschaften und Diskussionen mit Evergrande über die Abwicklung der verbleibenden Aufgaben aufgenommen.

## Eigentümerstruktur
Hauptgesellschafter des Unternehmens NEVS war bis 2019 die 2004 gegründete National Modern Energy Holdings Ltd. (NME), eine auf den Britischen Jungferninseln eingetragene und in Hongkong ansässige Holding, die vor allem Unternehmen besitzt, die im Bereich erneuerbarer Energien tätig sind. Besitzer von NME ist der chinesisch-schwedische Geschäftsmann Kai Johan Jiang. Seit Januar 2019 gehörte NEVS zu 51 Prozent der chinesischen Evergrande Group und zu 49 Prozent der NE Holding von Kai Johan Jiang. 2020 erwarb Evergrande auch die restlichen Anteile.